# Вагхойзель
Вагхойзель (нем. Waghäusel) — город в Германии, в земле Баден-Вюртемберг. Подчинён административному округу Карлсруэ. Входит в состав района Карлсруэ. Население составляло 20 620 человек (на 31 декабря 2010 года) и 20 817 на 2017 год . Занимает площадь 42,84 км². Официальный код — 08 2 15 106.

## География

### Географическое расположение
Город расположен на Верхнерейнской низменности, между Карлсруэ и Мангеймом.

### Административное деление
Город состоит из трёх районов: Вагхойзель (площадь 222 га, проживает 1205 жителей), Киррлах (площадь 1938 га, 9717 жителей), Визенталь (площадь 2124 га и 10 839 жителей). В районах Киррлах и Вагхойзель находятся только одноименные деревни, в район Визенталь входят две железнодорожных станции, деревня.

## История
С XI века город входил в Шпейерское княжество-епископство. Изменения в его статусе относятся к 1806 году, когда проводилась секуляризация и Германская медиатизация. В 1849 здесь было сражение при Вагхойзеле, одно из решающих сражений во время Баденской революции. В 1975 году союз трёх муниципалитетов объединился в один, с 2005 года в городе проживает более 20 000 жителей.
Город является 93-м по величине в Баден-Вюртемберге. Старейшим из районов является Визенталь, заселённый ещё во времена Римской империи. Здесь находятся остатки небольшого замка Вагбах, построенного в 1 веке н. э. Поселение в Визентале было основано в 1297 году по указанию князя-епископа Фридриха фон Боландена. Город значительно пострадал от бомбардировок во время Второй мировой (разрушено около 100 зданий). В 1945 году деревня насчитывала 4809 жителей. Это самый густо населённый район города.
Киррлах, название которого переводится как «Церковь в лесу», впервые упоминается в письменных источниках, относящихся к 1234 году и было построено близ монастыря Шпейера, которому поселение принадлежало вплоть до 1806 года. В 1945 году здесь проживало 4649 человек.
Сама деревня Вагхойзель была основана капуцинами в 1616 году, но только в XVIII веке, когда епископ Дамиан Хуго фон Шёнборн построил здесь резиденцию Эрмитаж, в деревне начали более активно селиться. Независимость Вагхойзель обрёл в 1930 году, в 1945 году здесь проживало 298 жителей.

## Религия
Большинство жителей принадлежат к римско-католической церкви, в городе также есть протестантская община (существует с 1860 года), мечеть и две общины Свидетелей Иеговы.

## Достопримечательности
- Марианская паломническая церковь (XV век);
- Замок Эрмитаж (XVIII век);
- Готический деревянный резной алтарь в церкви св. Корнелиуса и Киприана в Киррлахе;
- Немецкая винная таверна (XVIII век);
- Памятникам гусарам (Прусский орёл) (XIX век);
- Церковь св. Йодока с крупнейшей в мире кадильницей[5];
- Краеведческий музей старой ратуши (Визенталь).